# Uloborus viridimicans
Uloborus viridimicans är en spindelart som beskrevs av Simon 1893. Uloborus viridimicans ingår i släktet Uloborus och familjen krusnätsspindlar.
Artens utbredningsområde är Filippinerna. Inga underarter finns listade i Catalogue of Life.